# Thomas Cooper Gotch
Pour les articles homonymes, voir Cooper.
Thomas Cooper Gotch, né le 10 décembre 1854 et mort le 1er mai 1931, est un artiste peintre anglais qui appartient au mouvement des préraphaélites.

## Jeunesse et formation
Frère de John Alfred Gotch, il étudie les beaux-arts à Londres, puis à Anvers et à Paris.

## Carrière
Il est initialement proche de l'École de Newlyn ; il s'installe d'ailleurs dans ce village en 1887.
Il fait partie des fondateurs du New English Art Club et de la Royal British Colonial Society of Artists, qu'il préside de 1913 à 1928.

## Œuvres

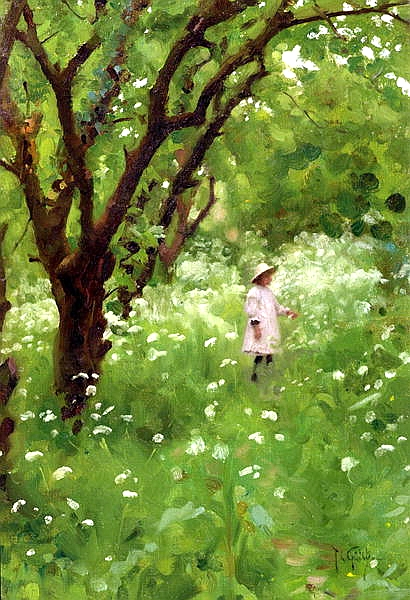
The Orchard, 1887
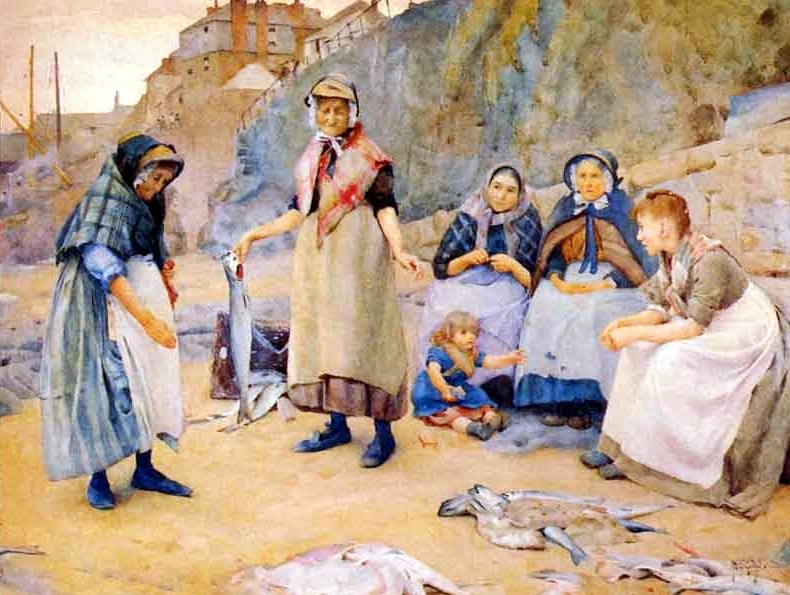
Sharing Fish, 1891
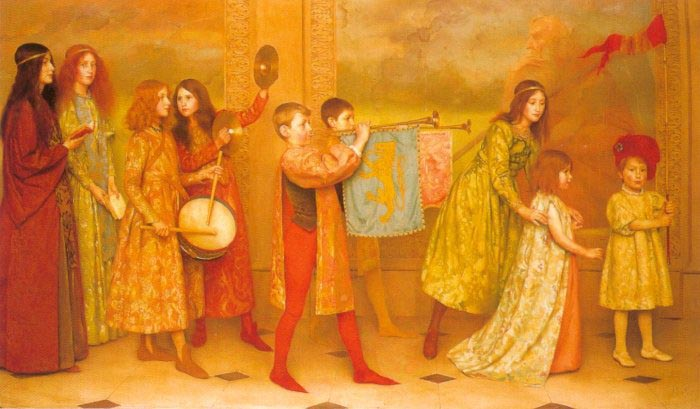
The Pageant of Childhood, 1895
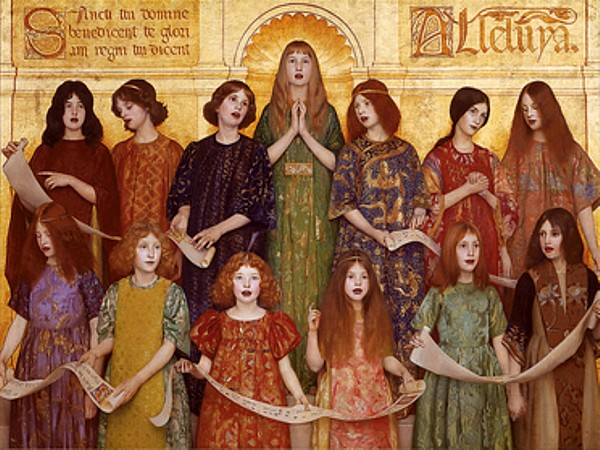
Alleluia, 1896
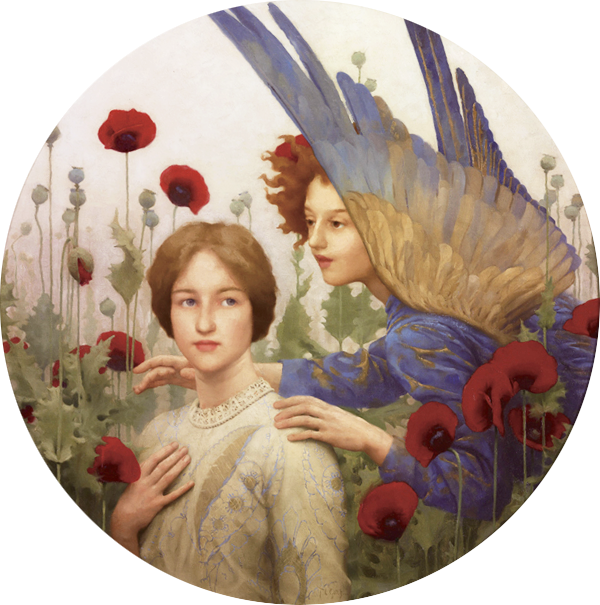
The Message, 1903
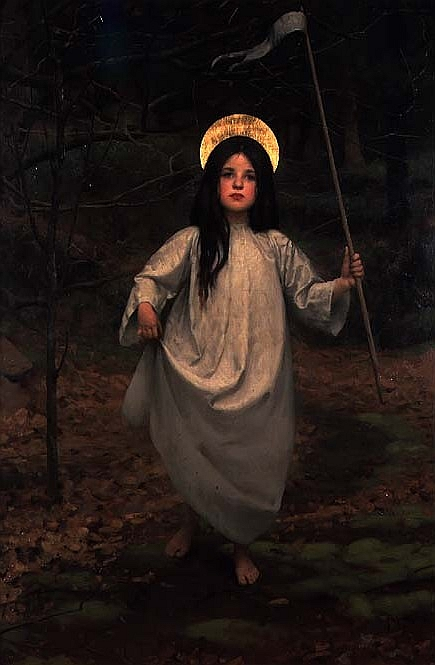
The Flag, 1910
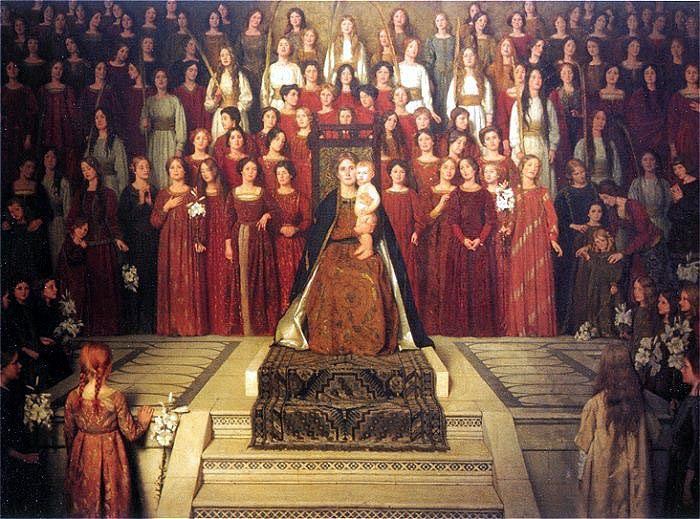
The Mother Enthroned, 1912-1919
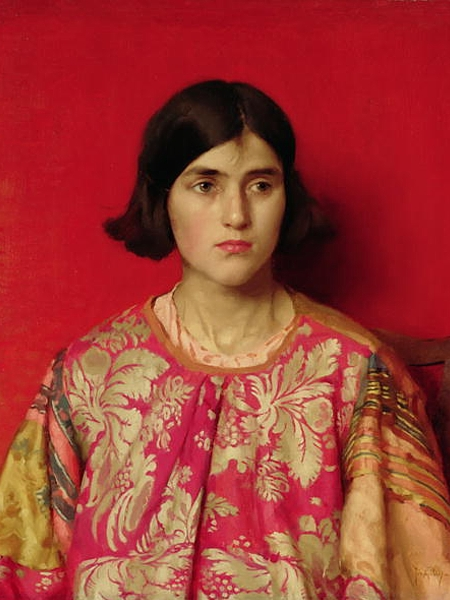
The Exile, 1930
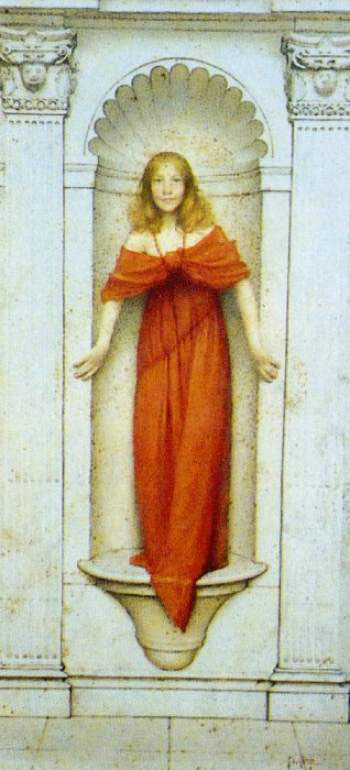
A Jest
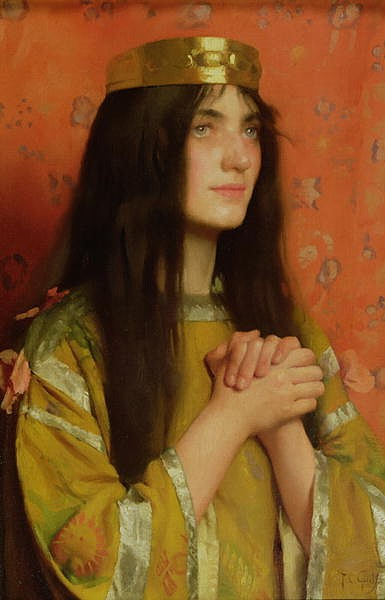
La Reine Clothilde
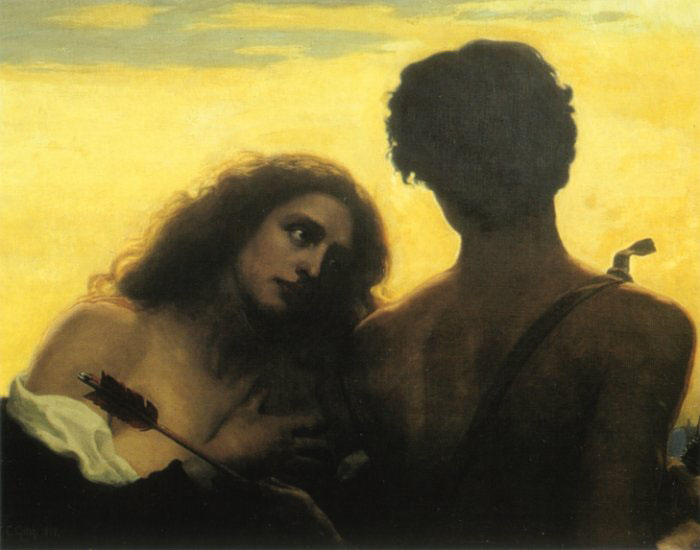
Monsigneur Love
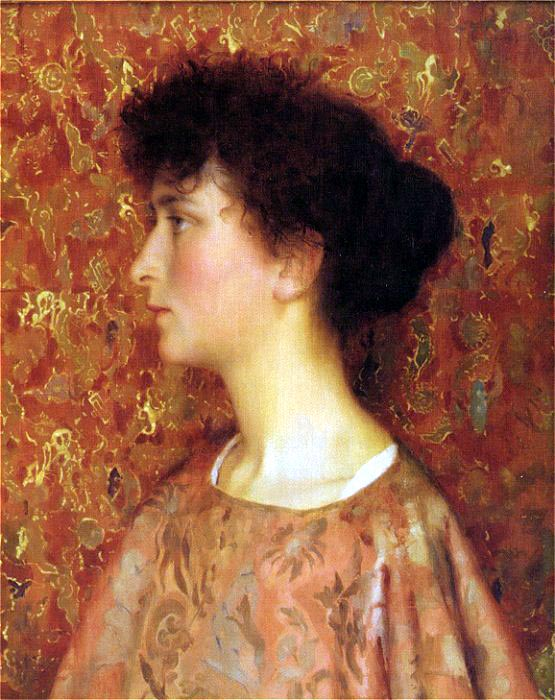
Study of a Young Woman
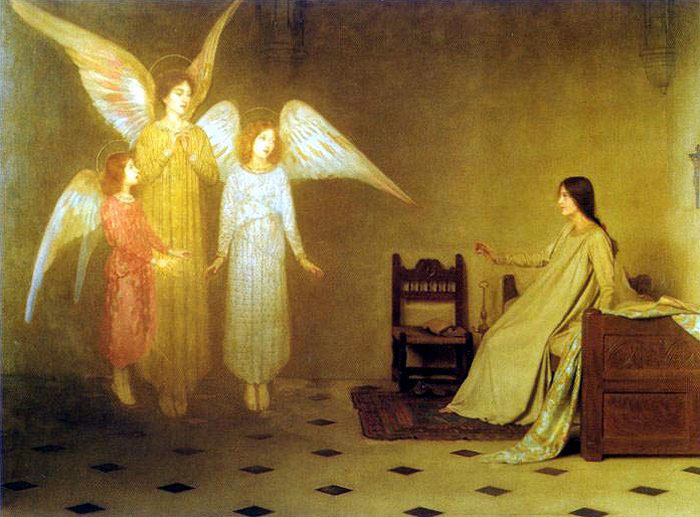
The Awakening
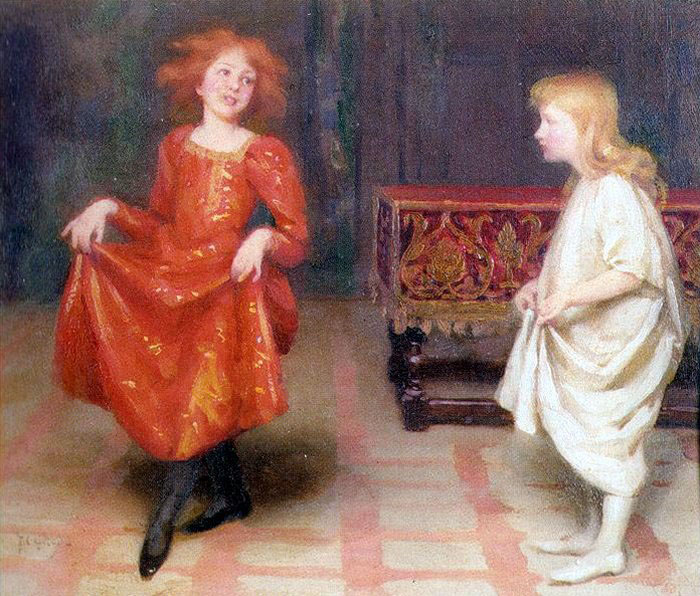
The Dancing Lesson
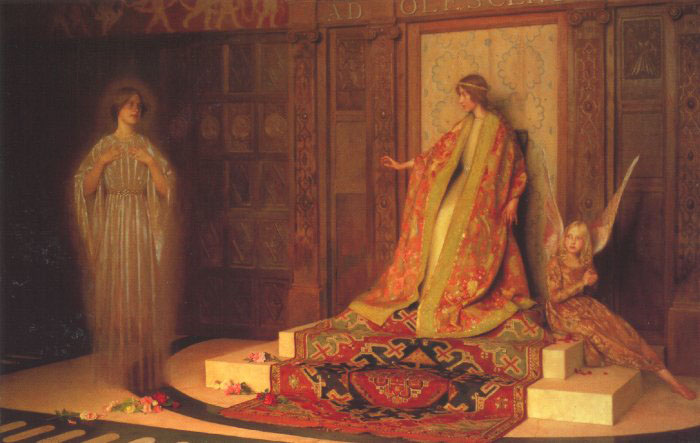
The Dawn of Womanhood
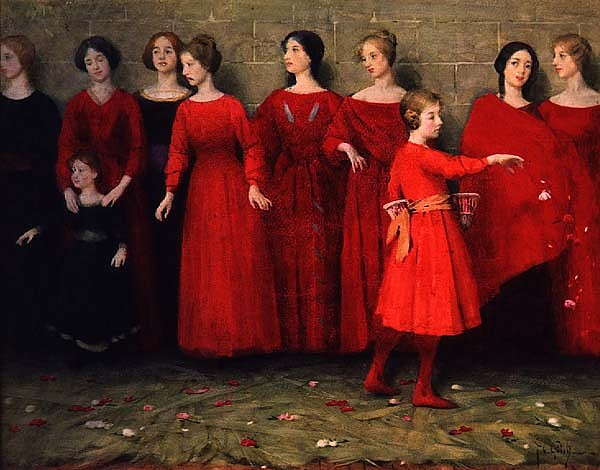
They Come